# آرمن میراکیان (فیلمبردار)
آرمن باگراتی میراکیان (ارمنی: Արմեն Բագրատի Միրաքյան؛  ۱۵ فوریهٔ ۱۹۳۸ – ۲۰۱۸) یک کارگردان فیلم، فیلمبردار، فیلم‌نامه‌نویس اهل ارمنستان بود. وی بین سال‌های - تا - میلادی فعالیت می‌کرد.

## زندگی‌نامه
وی در ۱۵ فوریهٔ ۱۹۳۸ در ایروان به دنیا آمد و از مؤسسه سینمایی گراسیموف فارغ‌التحصیل شد. وی همچنین برندهٔ جوایزی همچون چهره هنری شایسته جمهوری ارمنستان (۲۰۱۱) شده است. وی در ۲۰۱۸ در سن ۸۰ سالگی درگذشت.